# 做藤ナツミ
做藤 ナツミ（さとう ナツミ）は、日本の女性漫画家。
2001年、『遠方ぎがろまんす』（ちゃおDX初夏の号、小学館）でデビュー。

## 作品
- 遠方ぎがろまんす
- 納涼花火大会
- さすらい☆キューピッド
- ミラクルリボンのおまじない
- Fighting娘!ヒカル
- きみだけ オンリー1ダフル
- サヨナラははじまり。